# Сафф, Уильям
Уи́льям Ле́стер Сафф (англ. William Lester Suff; 20 августа 1950, Торранс, Калифорния, США) — американский серийный убийца. В период с 1974 года по 1992 год Уильям Сафф убил как минимум 12 девушек и женщин в округе Риверсайд, преимущественно занимавшихся проституцией. Подозревался в совершении как минимум еще 10 убийств.

## Ранние годы
Уильям Лестер Сафф, урожденный как Билл Ли Сафф родился 20 августа 1950 года в городе Торранс, штат Калифорния. Был старшим ребёнком в семье из 5 детей. Уильям посещал школу Perris High School, которую закончил в 1968 году. В школьные годы Сафф не был популярен в школе. Обучаясь в старших классах, Сафф имел проблемы с успеваемостью, после того как в 1966 году отец Уильяма ушел из семьи, благодаря чему Уильяму и его младшим братьям из-за материальных проблем пришлось в школьные годы подрабатывать поденщиками. После окончания школы Сафф завербовался в армию США. Он был зачислен в Военно-воздушные силы и проходил службу на военной базе, расположенной в штате Техас. Большинство из знакомых Уильяма Сафф тех лет отзывались о нем крайне положительно.

## Первое убийство
В 1968 году Сафф женился на 16-летней Терил Роуз, которая впоследствии родила ему сына и дочь. Семейная жизнь сопровождалась частыми конфликтами и деструктивным поведением Уильяма Саффа по отношению к своей жене. В 1973 году во время прохождения военной службы на территории штата Техас, Сафф и его жена были арестованы по обвинению в убийстве своей 2-месячной дочери, которая была избита и умерла от внутреннего кровотечения. Оба супругов были признаны виновными и получили в качестве наказания по 70 лет лишения свободы. Жена Саффа вскоре подала апелляцию, которая была принята, и добилась нового судебного разбирательства, в ходе которого была признана невиновной и в 1976 году вышла на свободу. Уильям Сафф получил условно-досрочное освобождение в 1984 году, проведя 11 лет в заключении, после чего вернулся в штат Калифорния к своим родителям. После освобождения Сафф женился во второй раз, и в октябре 1986 года нашел работу клерка в одной из компаний, где проработал до самого ареста. Несмотря на социально-благополучную атмосферу в семье, Уильям Сафф злоупотреблял времяпровождением в местных кварталах красных фонарей и обществе проституток. Кроме того, Сафф в присутствии свидетелей неоднократно негативно высказывался в адрес девушек и женщин, ведущих распутный образ жизни. Впервые Сафф попал под подозрение в январе 1988 года после обнаружения тела 21-ней проститутки Лизы Лачик, тело которой было найден в лесном массиве округа Сан-Бернардино. Сафф были в числе подозреваемых, но в ходе расследования обвинение ему так и не было предъявлено..

## Арест и разоблачение
12 января 1992 года автомобиль Уильяма Саффа был остановлен и подвергся осмотру в ходе стандартной остановки для проверки документов. В ходе осмотра в фургоне Саффа были найдены окровавленный нож, пятна крови, предметы женской одежды и другие улики. Сафф был задержан, доставлен в полицейский участок и подвергся допросу. На следующий день полиция получила ордер на обыск его апартаментов, в ходе которого были найдены улики, позволившие связать Саффа с убийствами Кэтрин Макдональд, чье тело было обнаружено в сентябре 1991 года и 39-ней Элеоноры Касарес, чье тело было обнаружено 23 декабря в апельсиновой роще округа Риверсайд. Уильяму Саффу было предъявлено обвинение в убийстве двух женщин. К тому времени, начиная с октября 1986 года, ещё семь трупов были найдены в озере Эльсинор, четыре трупа в окрестностях округа Риверсайд. Ещё несколько тел было найдено разбросанными по западным районам округа Риверсайд.